# Công tước xứ Cumberland và Strathearn
Công tước xứ Cumberland và Strathearn (tiếng Anh: Duke of Cumberland and Strathearn) là một danh hiệu trong Quý tộc Anh được trao cho một thành viên của vương thất Anh. Nó được đặt theo tên của hạt Cumberland ở Anh và theo tên của Strathearn ở Scotland.

## Lịch sử
Tước hiệu Công tước xứ Cumberland đã được tạo ra ba lần trong Quý tộc Anh và Đẳng cấp quý tộc Vương quốc Anh.
Vào ngày 22 tháng 10 năm 1766, tước hiệu Công tước xứ Cumberland và Strathearn được trao cho Vương tử Henry, Công tước xứ Cumberland và Strathearn\Vương tử Henry, con trai thứ ba của Frederick, Thân vương xứ Wales và là cháu nội của vua George II, trong quý tộc Liên hiệp Anh. Cùng với tước hiệu này, Bá tước xứ Dublin trong Quý tộc Ireland cũng được trao cho ông. Tuy nhiên, tước hiệu này đã không còn vì vương tử Henry qua đời mà không có con hợp pháp.
Tiếp theo, tước hiệu Công tước xứ Cumberland và Teviotdale cũng được tạo ra trong quý tộc Liên hiệp Anh.
Cumberland là một hạt lịch sử của Anh, trong khi Strathearn là tên gọi của thung lũng sông Earn ở Scotland. Tước hiệu cổ xưa Bá tước/Lãnh chúa xứ Strathearn đã tuyệt chủng từ thế kỷ 15.

## Danh sách những người mang tước hiệu

### Công tước xứ Cumberland và Strathearn (1766)
| Tên                                                                                             | Chân dung    | Sinh | Hôn nhân    | Mất                                  |
| ----------------------------------------------------------------------------------------------- | ------------ | --- | ----------- | ------------------------------------ |
| Vương tử Henry, Công tước xứ Cumberland vf Strathearn cũng là Bá tước xứ Dublin (Ireland, 1766) | Prince Henry | 7 tháng 11 năm 1745 Dinh Leicester, Luân Đôn con trai của Frederick, Thân vương xứ Wales và Augusta xứ Sachsen-Gotha-Altenburg | Anne Horton | 18 tháng 9 năm 1790 Luân Đôn 44 tuổi |
| Henry không có con và tất cả các danh hiệu của ông đều bị xóa bỏ sau khi ông qua đời.           |              | |             |                                      |